# 11914 Sinachopoulos
11914 Sinachopoulos (1992 RZ3) là một tiểu hành tinh vành đai chính được phát hiện ngày 2 tháng 9 năm 1992 bởi Eric Walter Elst ở Đài thiên văn Nam Âu.